# Pierre Harmel
Pierre Charles José Marie Harmel (16. března 1911 – 15. listopadu 2009) byl belgický křesťanskodemokratický politik a právník, představitel dnes již zaniklé belgické Křesťansko-sociální strany (Christelijke Volkspartij – Parti Social Chrétien). V letech 1965–1966 byl premiérem Belgie. V letech 1950–1954 byl ministrem školství, roku 1958 ministrem spravedlnosti, v letech 1958–1960 ministrem kultury, 1960–1961 ministrem státní správy, 1966–1968 ministrem zahraničních věcí. V letech 1973–1977 byl předsedou belgického Senátu. V letech 1946–1971 zasedal nepřetržitě v dolní komoře belgického parlamentu, v letech 1971–1977 v Senátu. Roku 1973 získal čestný titul státní ministr (minister van Staat, ministre d'État).
Jakožto ministr zahraničí vypracoval v NATO tzv. Harmelovu doktrínu, která byla založena na posílení obranného charakteru aliance a zlepšení diplomatických vztahů se státy Varšavské smlouvy. Tato doktrína na počátku 70. let uvolnila mezinárodní napětí, což vyvrcholilo Helsinskou konferencí roku 1975.